# Tut Bartzen
Bernard J. Bartzen, dit Tut Bartzen, né le 25 novembre 1927 à Austin et mort le 10 juillet 2019 est un joueur puis entraîneur de tennis américain.

## Carrière
Tut Bartzen a fait sa scolarité à la San Angelo High School puis au Collège de William et Mary en Virginie au sein de laquelle il établit un record de 50 victoires pour aucune défaite sur le circuit universitaire, remportant notamment le championnat NCAA en double.
En 1953, il se rend en Europe pour la première fois et atteint les huitièmes de finale à Roland-Garros. Il remporte également les tournois de Menton, Beaulieu et Cannes, dispute des finales à Naples, Palerme et Paris, et une demi-finale à Monte-Carlo.
Quart de finaliste au championnat des États-Unis en 1955, il y réalise sa principale performance en 1959 lorsqu'il s'achemine jusqu'en demi-finales après avoir battu Vic Seixas en huitième (6-3, 6-1, 2-6, 8-10, 6-0) et Barry MacKay en quart (6-3, 6-4, 6-4). Il est battu par le futur vainqueur Neale Fraser (6-3, 6-2, 6-2).
Classé dans le top 10 américain pendant neuf années consécutives, il a remporté une quarantaine de tournois durant sa carrière. Il a détenu quatre titre à l'US Clay Court (1954, 1958, 1959, 1961) et a été champion du Canada en 1954.
Il a été sélectionné à neuf reprises en équipe des États-Unis de Coupe Davis entre 1952 et 1961. Il a la particularité d'avoir été le joueur le plus efficace dans la compétition, remportant l'ensemble des 16 matchs qu'il a disputé (15 en simple et un en double), ne concédant aucune défaite. Il est à noter toutefois que Bartzen n'a disputé uniquement des rencontres comptant pour la zone américaine contre des nations de second rang.
Il cesse la compétition en 1962 pour devenir professionnel au Colonial Country Club de Fort Worth pendant 12 ans où il organise un tournoi connu sous le nom de Colonial National Invitation. En 1974, il devient entraîneur à la Texas Christian University ainsi que directeur du Mary Potishman Lard Tennis Center, désormais connu sous le nom de Bayard H. Friedman Tennis Center and Bartzen Varsity Courts. Il prend sa retraite en 1998.
Tut Bartzen est introduit au Texas Hall of Fame en 1982.

## Palmarès (partiel)

### Titres en simple messieurs
| No | Date       | Nom et lieu du tournoi                      | Catégorie | Surface | Finaliste       | Score                   |  |
| -- | ---------- | ------------------------------------------- | --------- | ------- | --------------- | ----------------------- |  |
| 1  | 1954       | Tournoi de tennis du Canada                 |           | NC      | Kōsei Kamo      | 6-4, 6-0, 6-3           |  |
| 2  | 1955       | Tournoi de tennis de Cincinnati, Cincinnati |           | NC      | Tony Trabert    | 7-9, 11-9, 6-4          |  |
| 3  | 1957       | Tournoi de tennis de Cincinnati, Cincinnati |           | NC      | Grant Golden    | 6-4, 7-5, 6-4           |  |
| 4  | 1958       | Tournoi de tennis de Cincinnati, Cincinnati |           | NC      | Sammy Giammalva | 7-5, 6-3, 6-2           |  |
| 5  | 13-04-1959 | Tournoi de tennis de River Oaks, Houston    |           | NC      | Dick Savitt     | 2-6, 7-5, 4-6, 0-2, ab. |  |

### Finale en simple messieurs
| No | Date | Nom et lieu du tournoi                      | Catégorie | Surface | Vainqueur     | Score         |  |
| -- | ---- | ------------------------------------------- | --------- | ------- | ------------- | ------------- |  |
| 1  | 1956 | Tournoi de tennis de Cincinnati, Cincinnati |           | NC      | Edward Moylan | 6-0, 6-3, 6-3 |  |

## Parcours dans les tournois duGrand Chelem
- US Open : huitième de finaliste en 1952, quart de finaliste en 1955, demi-finaliste en 1959
- Roland-Garros : huitième de finaliste en 1953
- Wimbledon : 2e tour en 1953